# Ismael Romero
Ismael Jesús Romero Tocuyo (Maturín, Monagas, Venezuela; 8 de mayo de 1998) es un futbolista venezolano que juega como defensa y actualmente se encuentra sin equipo.

## Clubes
| Club       | País      | Año              |
| ---------- | --------- | ---------------- |
| Monagas SC | Venezuela | 2016-Actualmente |

## Monagas Sport Club
Entró al Monagas SC como refuerzo para la temporada 2016, proveniente del equipo juvenil del Monagas SC. Su primer partido como titular con el Monagas Sport Club fue ante Aragua FC el 16 de marzo de 2016. Logra un gol el 7 de agosto ante Llaneros EF.
Romero jugó siete partidos con el Monagas Sport Club en el Torneo Apertura de Venezuela, logrando ser campeones antes el Caracas FC, el 2 de julio de 2017, donde Ismael fue convocado.

## Estadísticas
- Última actualización el 4 de julio de 2017.

| Equipo     | Temporada | Liga             | Liga             | Copas nacionales | Copas nacionales | Copas internacionales | Copas internacionales | Total | Total |
| Equipo     | Temporada | PJ               | Goles            | PJ               | Goles            | PJ                    | Goles                 | PJ    | Goles |
| Venezuela  | Venezuela | Primera División | Primera División | Copa Venezuela   | Copa Venezuela   | CONMEBOL              | CONMEBOL              | PJ    | Goles |
| ---------- | --------- | ---------------- | ---------------- | ---------------- | ---------------- | --------------------- | --------------------- | ----- | ----- |
| Monagas SC | 2016      | 28               | 1                | 0                | 0                | 0                     | 0                     | 28    | 1     |
| Monagas SC | 2017      | 7                | 0                | 0                | 0                | 0                     | 0                     | 7     | 0     |
| Monagas SC | Total     | 35               | 1                | 0                | 0                | 0                     | 0                     | 35    | 1     |
| Total      | Total     | 35               | 1                | 0                | 0                | 0                     | 0                     | 35    | 1     |

## Palmarés

### Campeonatos nacionales
| Título           | Club    | País      | Año  |
| ---------------- | ------- | --------- | ---- |
| Torneo Apertura  | Monagas | Venezuela | 2017 |
| Primera División | Monagas | Venezuela | 2017 |